# Municipio de Lincoln (condado de Nodaway)
El municipio de Lincoln (en inglés: Lincoln Township) es un municipio ubicado en el condado de Nodaway en el estado estadounidense de Misuri. En el año 2010 tenía una población de 389 habitantes y una densidad poblacional de 2,27 personas por km².

## Geografía
El municipio de Lincoln se encuentra ubicado en las coordenadas 40°30′28″N 95°8′10″O / 40.50778, -95.13611. Según la Oficina del Censo de los Estados Unidos, el municipio tiene una superficie total de 171 km², de la cual 170,82 km² corresponden a tierra firme y (0,1 %) 0,18 km² es agua.

## Demografía
Según el censo de 2010, había 389 personas residiendo en el municipio de Lincoln. La densidad de población era de 2,27 hab./km². De los 389 habitantes, el municipio de Lincoln estaba compuesto por el 98,71 % blancos, el 0,51 % eran amerindios y el 0,77 % eran de una mezcla de razas. Del total de la población el 0,26 % eran hispanos o latinos de cualquier raza.